# Leucoagaricus carneifolius
Leucoagaricus carneifolius är en svampart som först beskrevs av Claude-Casimir Gillet, och fick sitt nu gällande namn av Wasser 1977. Leucoagaricus carneifolius ingår i släktet Leucoagaricus och familjen Agaricaceae.   Inga underarter finns listade i Catalogue of Life.

## Bildgalleri

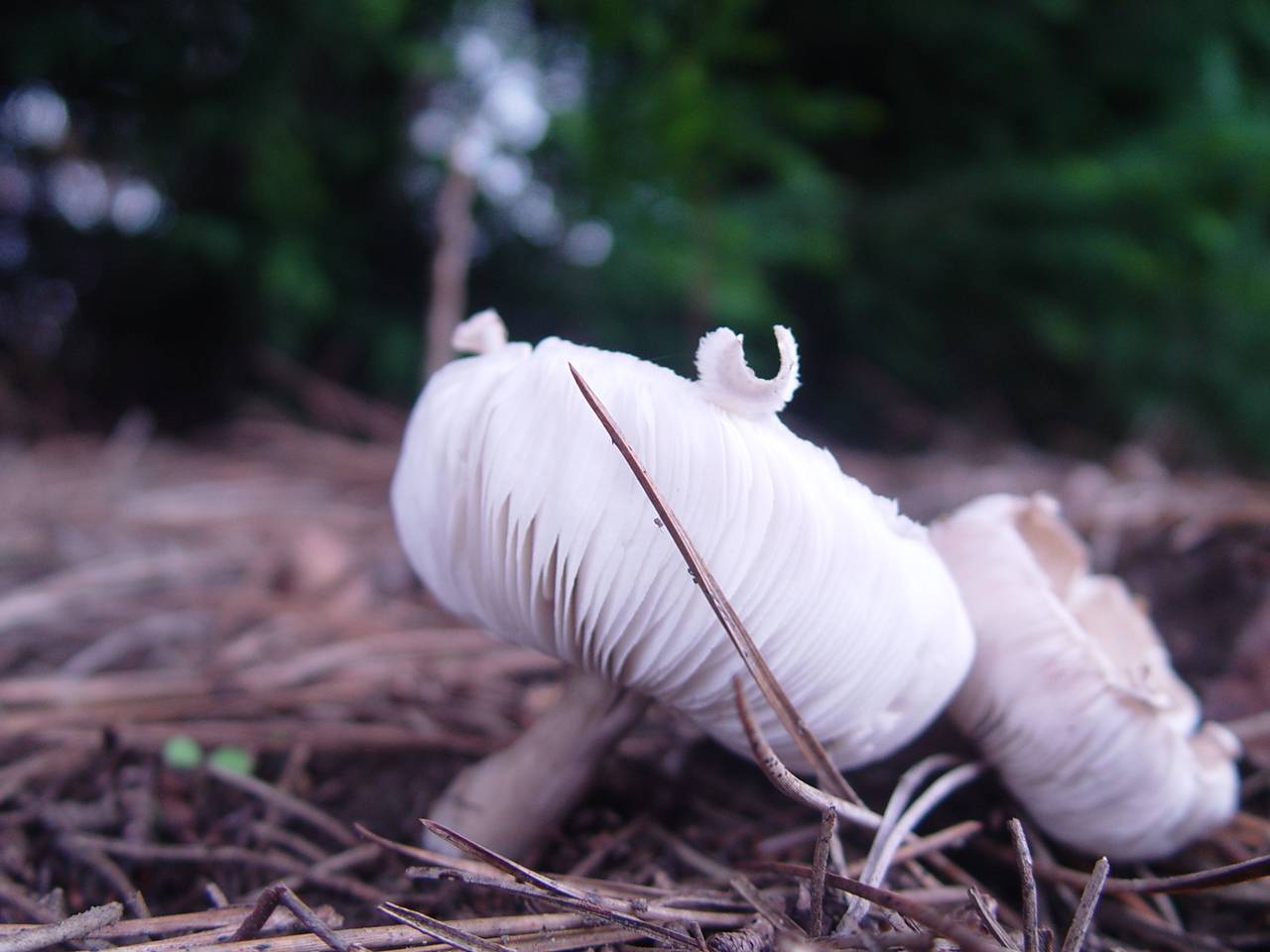